# Foyone
Pedro Navarro Utrera (Málaga, España, 29 de enero de 1991), más conocido por su nombre artístico Foyone, es un rapero, cantante, compositor y diseñador español.
Es conocido por ser uno de los representantes más relevantes del rap español y creador de la serie de canciones tituladas Rap Sin Corte.

## Biografía
Nacido en Málaga en el año 1991, nombre real Pedro Navarro, corregido por el mismo ante entrevista la resistencia (LA RESISTENCIA - Entrevista a Foyone | #LaResistencia 15.04.2024). sus inicios en el mundo del hip hop y nombre artístico nacieron del grafiti, sin embargo, se estableció este del todo al momento de lanzar su primer sencillo en el año 2011.

## Carrera musical

### Inicios
El primer sencillo documentado de Foyone se publicó en el año 2011, posterior a eso empezó una serie de freestyles titulados #RapSinCorte, los cuales sigue sacando en la actualidad, este consta de sencillos grabados en el momento en distintas partes del mundo a fines del mismo año lanzó su álbum debut titulado Mi Zoológico el cual tuvo 11 sencillos.

### 2013-2015:Dólares MentalesyLa Jaula de Oro
En el año 2013 logró concretar su segundo álbum titulado Dólares Mentales, este disco fue su primera colaboración con su DJ actual Sceno y contiene 20 temas con colaboraciones de El Niño Snake, Jokerfeller y Kale & Spok. En el mismo año Foyone junto a su productor GHARUDA concretaron su primer tour nacional.  Al mismo tiempo sus «RapSinCorte» empezaron a tener millones de visitas y el artista malagueño empezó a ganar reputación mundial.
En el año 2014 Pedro le dio luz a su nuevo álbum titulado El Mesías que tuvo 12 sencillos y 3 videos.
En el año 2015 concretó su tercer álbum titulado La Jaula de Oro, este contó con 23 sencillos y videoclips de estos como «Conversación con Dios», el reconocimiento empezó a ser internacional, ya con un Foyone popularizado en la cultura del rap, el artista presentó el disco en países como Argentina, Chile, México, Estados Unidos, Perú, etc.

### 2016-2019:Rico sin denuncia,freestyle y giras internacionales
En el año 2017 lanzó su cuarto disco titulado Rico sin denuncia el cual contó con 14 sencillos y featurings con artistas como Kase.O, Akapellah, Ayax y Prok, etc.
En el año 2018 Navarro lanzó un videojuego titulado La Cura, en el que expresa lo más profundo de sus pensamientos.  El EP, homónimo, constó de 7 sencillos y un corte de la Serie RAPSINCORTE, volumen XXXVI.
En 2019 siguió con sus presentaciones en locaciones como Hip Hop Street Vícar, y también fue denominado como uno de los artistas españoles con más éxito en Latinoamérica. A fines de ese mismo año anunció la gira de lo que sería su próximo disco titulado Presidente, en esta se presentó en más de 13 ciudades de España y 5 países de Sudamérica.

### 2020-presente:Presidente, YNSEy quincuagésimo Rap Sin Corte
En el año 2020 Foyone lanzó su sexto álbum de estudio titulado Presidente, este tuvo una gran expansión cultural contando con 18 sencillos y colaboraciones con artistas como Fernandocosta, Ayax y Prok, etc.
En el año 2021 lanzó junto a su Dj y productor Sceno un EP titulado Yo no soy Europeo el cual constó de 10 sencillos, este fue el proyecto posterior a la Pandemia de COVID-19 del artista malagueño y dio paso a las vueltas a los recitales del mismo. También fue presentado en La resistencia.En ese mes también tuvo un beef musical con El Jincho, en el cual sacó tres temas con destino a él, los cuales tuvieron millones de reproducciones en YouTube.
En noviembre del mismo año el rapero malagueño presentó a lo largo de una semana 3 ediciones de la serie «RapSinCorte» para así llegar al número cincuenta (50) de la serie, en la quincuagésima edición lanzó un videoclip en colaboración a los artistas Toteking Kase.O, Recycled J, Ayax y Prok, Bejo, Ptazeta, y otros, esto terminó dando pie a la presentación de Rap Sin Corte como nuevo álbum, este juntó a todas las ediciones presentadas por Foyone desde el primero en el año 2011 hasta el cincuenta (50) en el 2021.

## Discografía
El artista Malagueño presentó siete (7) álbumes y cuatro (4) EPs.La mayoría de estos fueron producidos por Sceno Mclane.

### Álbumes de estudio
| 2011: Mi Zoológico |
| ------------------ |
| (Foyone)           |

| 2013: Dólares Mentales |
| ---------------------- |
| (Foyone)               |

| 2014: El Mesías |
| --------------- |
| (Foyone)        |

| 2015: La Jaula de Oro |
| --------------------- |
| (Foyone)              |

| 2017: Rico sin denuncia |
| ----------------------- |
| (DNC Records)           |

| 2020: Presidente |
| ---------------- |
| (DNC Records)    |

| 2024: Demoni  |
| ------------- |
| (DNC Records) |

### EPs
| 2016: Creepy From Tha Hood ft. Merkules |
| --------------------------------------- |
| (DNC Records)                           |

| 2017: La Cura |
| ------------- |
| (DNC Records) |

| 2021: Yo no soy Europeo |
| ----------------------- |
| (DNC Records)           |

| 2022: Dios Bendiga Este EP |
| -------------------------- |
| (DNC Records)              |

### Álbumes recopilatorios
| 2021: RAPSINCORTE |
| ----------------- |
| (DNC Records)     |

### Colaboraciones
| Año  | Canción                                                                        | Álbum                |
| ---- | ------------------------------------------------------------------------------ | -------------------- |
| 2016 | «Presidentes» (con Akapellah)                                                  |                      |
| 2016 | «Mundo roto» (con El Niño Snake)                                               | Dólares Mentales     |
| 2016 | «DNC'$» (con Jokerfeller)                                                      | Dólares Mentales     |
| 2016 | «Calavera» (con Kale y Spok)                                                   | Dólares Mentales     |
| 2016 | «Holy Shit» (con Alemán)                                                       | Rolemos Otro         |
| 2016 | «Tierra de Bandios» (con Ayax y Prok)                                          |                      |
| 2016 | «Escape From Earth» (con Merkules)                                             | Creepy From The Hood |
| 2016 | «Til Death (Matando Motherfuckers)» (con Merkules)                             | Creepy From The Hood |
| 2016 | «Dncsdk» (con Merkules)                                                        | Creepy From The Hood |
| 2016 | «El Big Bang (Universe's Birth)» (con Merkules)                                | Creepy From The Hood |
| 2016 | «Report From The Grav»e (con Merkules)                                         | Creepy From The Hood |
| 2016 | «Ahab (All Humanos Are Bastards)» (con Merkules)                               | Creepy From The Hood |
| 2017 | «Un millar de ojos» (con McKlopedia)                                           |                      |
| 2017 | «Fuego» (con Lil Supa)                                                         |                      |
| 2017 | «El Bueno, el feo y el malo» (con Junk y Snak The Ripper)                      |                      |
| 2017 | «La Gold Route» (con Doble Porción)                                            |                      |
| 2017 | «Esquela» (con Nanpa Básico)                                                   |                      |
| 2017 | «Guerrero psicodélico» (con Kase.O)                                            | Rico sin denuncia    |
| 2017 | «Atraco del 97'» (con N-Wise)                                                  | Rico sin denuncia    |
| 2017 | «El tercer gemelo» (con Ayax y Prok)                                           | Rico sin denuncia    |
| 2017 | «Ciudad del Vicio (Remix)» (con Akapellah)                                     | Rico sin denuncia    |
| 2018 | «Flama» (con Big Soto, Akapellah, Trainer y Jack Russel)                       |                      |
| 2018 | «Criminal» (con Hard GZ, Fernandocosta y Prok)                                 |                      |
| 2019 | «Buscados» (con Homer El Mero Mero)                                            |                      |
| 2020 | «Ojalá» (con Dollar Selmouni)                                                  |                      |
| 2020 | «Un lugar en la sombra» (con Dollar Selmouni)                                  | Presidente           |
| 2020 | «Insomnio, pesadillas y pastillas» (con Ayax y Prok)                           | Presidente           |
| 2020 | «Discurso» (con Ayax y Prok y Homer El Mero Mero)                              | Presidente           |
| 2020 | «Manos sucias» (con Natos y Waor)                                              | Presidente           |
| 2020 | «Paga lo que debes» (con Fernandocosta)                                        | Presidente           |
| 2020 | «Amor tóxico» (con Elphomega y Spok)                                           | Presidente           |
| 2020 | «Viviendo GTA» (con Enry-K)                                                    |                      |
| 2021 | «Maldito dinero» (con Dollar Selmouni y Natos y Waor)                          |                      |
| 2021 | «Cha Cha» (con Ptazeta y Juacko)                                               |                      |
| 2021 | «No hay manera» (con Toteking y Sho-Hai)                                       | The Kingtape         |
| 2021 | «Somos andaluces» (con Josele Junior)                                          |                      |
| 2021 | «Hi-Hat Clu»b (con Kane 935 y Eddie Cooperman)                                 |                      |
| 2021 | «Euromisa» (con Enry-K)                                                        | Yo No Soy Europeo    |
| 2021 | «#RapSinCorte L» (con Kase.O, Ayax y Prok, Toteking, Bejo, Recycled J, Ptazeta |                      |
| 2022 | «Aunque me salga caro» (con Spok)                                              |                      |
| 2022 | «Stephen Hawking» (con Toteking)                                               |                      |
| 2022 | «Astroboy» (con Moneo, Sherry Fino y Space Surimi)                             |                      |
| 2022 | «Memento Miri» (con Moneo y Sherry Fino)                                       |                      |
| 2022 | «Foyonestein» (con Blasfem)                                                    |                      |
| 2022 | «Los Niños del Afromarket 12» (con Hide Tyson, Spok, Sokez y Trozos de Groove) |                      |
| 2022 | «iPhone» (con Cecilio G)                                                       |                      |
| 2022 | «Al Cien» (con Nach)                                                           |                      |
| 2022 | «Salud y Libertad» (con Kase.O)                                                |                      |
| 2022 | «Glocks» (con Acru)                                                            |                      |
| 2022 | «One Hood» (con Akapellah y Ali Aka Mind)                                      |                      |